# 514 Armida
514 Armida је астероид главног астероидног појаса са пречником од приближно 106,17 km.
Афел астероида је на удаљености од 3,188 астрономских јединица (АЈ) од Сунца, а перихел на 2,913 АЈ.
Ексцентрицитет орбите износи 0,045, инклинација (нагиб) орбите у односу на раван еклиптике 3,874 степени, а орбитални период износи 1946,278 дана (5,328 година).
Апсолутна магнитуда астероида је 9,04 а геометријски албедо 0,037.
Астероид је откривен 24. августа 1903. године.